# MF文庫J
MF文庫J（日语：MF文庫J），是日本出版社KADOKAWA旗下Media Factory的輕小說文庫系列。2002年7月25日創刊。

## 簡介
「MF文庫J」命名自主要出版國外翻譯書籍（電影的小說作品）的MF文庫，加上「日本」（Japan），以及「少年」（Juvenile）的第一個字母作為命名。特徵是綠色書背。
創刊初期，除了輕小說外還有出版許多動畫、遊戲等的改編小說作品，從2004年舉辦MF文庫J輕小說新人獎開始出版原創作品後，評價才逐漸上升。2006年有《陰守忍者》（陰からマモル!，阿智太郎著）、《神樣家族》（神様家族，桑島由一著）、《零之使魔》（ゼロの使い魔，山口昇著）等熱門作品改編成動畫。
MF文庫J近年來積極進行電子出版。比較新的書籍，有發行價格較低的「最強☆讀書生活」系列電子書。
不知道編輯部是否刻意，以四個平假名為標題的作品相當多，如《我的狐仙女友》（かのこん）、《神燈女僕》（ぷいぷい!）、《MM一族》（えむえむっ!）、《骷髏戀人》（ねくろま。）等。
2015年4月，角川公司廢止分公司制，並於2016年1月起不在出版品上使用Media Factory商標，但仍保留「MF文庫J」這個書系、設立編輯部，並續辦MF文庫J輕小說新人獎。

## 作品列表
下列僅列出已翻譯成中文的作品，並以中譯版出版社為分類，部份作品的正、簡體中文版分別由不同出版社出版，亦分別列出。括號內分別為作者及插畫繪者。

### 東立出版社
- 青葉君與宇宙人（松野秋鳴／超肉）
- 拯救你的最初咒語（須堂項／）
- MM一族（松野秋鳴／QP:flapper）
- 萬歲系列（三浦勇雄／屡那）
- 月兔升空時（平坂読／）
- 幽靈戀人（平坂読／片瀨優）
- 魔像怪X少女（大凹友數／KEI）
- 在暗夜中尋找羔羊（穗史賀雅也／）
- 櫻乃綺羅帆系列（月見草平／）
- 骷髏戀人（平坂読／）
- 姬宮學姊的內在美（月見草平／Ein）
- 魔女的紅線（田口一／）
- 輕小說社（平坂読／）
- 聖劍鍛造師（三浦勇雄／屡那）
- 我倆開始征服世界（／高階＠聖人）
- 魔界新娘！（阿智太郎／x6suke）
- 我甜蜜的苦澀委內瑞拉（森田季節／文倉十）
- 九之契約書（二階堂紘嗣／）
- 輝夜魔王式！（月見草平／水澤深森）
- 菖蒲的少女革命！（志茂文彦／）
- 戀愛製造機！（本田透／鶴崎貴大）
- 德魯伊來囉！（志瑞祐／絶叫）
- 水仙花narcissu（／／）
- 劍之女王與烙印之子（杉井光／夕仁）
- 黑姬柚葉（田口一／）
- 戀愛超能力（樋口司／）
- 天川天音的否定公式（葉村哲／）
- X的魔王（伊都工平／）
- 我心之劍（十文字青／kaya8）
- HURTLESS/HURTFUL（／）
- 原點回歸Walkers（森田季節／深崎暮人）
- 極道彼女！（／）
- 御火槌（榊一郎／中村龍徳）
- 失禮了！我是垃圾桶妖怪（岩波零／異識）
- 放學後的悠閒時光（比嘉智康／）
- 星刻龍騎士（瑞智士記／）
- 第101篇百物語（／涼香）
- 其中1個是妹妹！（田口一／CUTEG）
- 我與一乃的遊戲同好會活動日誌（葉村哲／）
- 就算是哥哥，有愛就沒問題了，對吧（鈴木大輔／閏月戈）
- 月神來我家！（後藤祐迅／）
- 美少女幽靈的戀愛效應！（／）
- 黑之夜魔（十文字青／硯）
- 斬光王劍錄（穗村元／）
- 白銀的城姬（志瑞祐／上田夢人）
- 精靈使的劍舞（志瑞祐／）
- 這間教室被不回家社占領了（／）
- 魔彈之王與戰姬（川口士／）
- 夢魔少年（三門鐵狼／）
- 修羅場戀人（岸杯也／）
- 會飛的豬還是豬（涼木行／白身魚）
- NOBLE LIGE！（TAMAMI／）
- 不吸血的吸血鬼（／Yuyi）
- NO GAME NO LIFE 遊戲人生（榎宮祐）
- 你並不孤單！（小岩井蓮二／）
- Over Image 超異能遊戲（遊佐真弘／）
- 歌姬少女的創樂譜（雨野智晴／）
- 穿越時空的龍王與邁向滅亡的魔女之國（舞阪洸／）
- 終焉之栞（／主犯：１５０Ｐ／／）
- 無力氣勇者與好奇的魔王（冬木冬樹／水月悠）
- 巴洛克騎士（葉村哲／）
- 不可以玩這種遊戲！（岩波零／皆村春樹）
- 獻給失落之神的聖謠譚（内田俊／硯）
- 悠久騎士（七烏未奏／）
- 舞風的鎧姬（／片桐雛太）
- 椎名町學姊的安全日（／CARNELIAN）
- 話說當時我還不是主角（二階堂紘嗣／）
- 沉睡魔女（真野真央／）

### 銘顯文化
- 陰守忍者（阿智太郎／）
- 神樣家族（桑島由一／）
- 風水學園（夏綠／凪良）

### 尖端出版
- 巖窟王（神山修一／松原秀典）
- 零之使魔（山口昇／）
- 銃姬（高殿円／）
- 星之聲（原作、原畫：新海誠、大場惑／柳沼行）
- 蟲，眼球系列（日日日／）
- 陰沉少女與黑魔法之戀（熊谷雅人／）
- 我的狐仙女友（／狐印）
- 神燈女僕!（夏綠／）
- 肯普法（築地俊彥／）
- 天空與蒼月之王（霜島桂／Ginka）
- PiPit !! 天線少女（和智正喜／）
- 玩伴貓耳娘（神野奧那／放電映像）
- 瀆神之主（榊一郎／kyo）
- 緋彈的亞莉亞（赤松中學／小舞一）
- 愛說謊的精靈妹妹（／toi8）
- 渚的極強音（城崎火也／桐野霞）
- 失落的碎片（／）
- 少女大神！（比嘉智康／河原惠）
- 變裝魔界留學生（野島研二／武藤此史）
- 絕境行星（柿沼秀樹／駒都英二）
- 魔女學生會長（日日日／鈴見敦）
- IS〈Infinite Stratos〉（／okiura）
- 我的朋友很少（平坂讀／）
- 迷茫管家與膽怯的我（朝野始／菊池政治）
- 蒼柩的青金石（朝野始／菊池政治）
- 少女，兵器，潘朵拉（西野勝海／蔓木鋼音）
- 宙士諾德！（赤松中學／bomi）
- 變態王子與不笑貓（相樂總／）
- 推薦一起共度初體驗的她（朝野始／高苗京鈴）
- 機巧少女不會受傷（／）
- T、內褲、好運到（木村大志／前田理想）
- 拿出男子氣概吧！倉田君！（齋藤真也／Fumio）
- 盟約的利維坦（丈月城／仁村有志）
- 學戰都市Asterisk（／okiura）
- 劍神的繼承者（鏡遊／MIKEOU）
- 魔法戰爭（／瑠奈璃亞）
- 聲優公主（太田顯喜／雛咲）
- 銀彈的銃劍姬（紫雪夜／鶴崎貴大）
- Cheers!愛的鼓勵（赤松中學／小舞一）
- 內衣女孩任你擺布（花間燈／sune）

### 台灣角川
- 我被女生倒追，惹妹妹生氣了？（／武藤此史）
- 絕對雙刃（／）
- 小惡魔緹莉與救世主!?（衣笠彰梧／）
- 我們就愛肉麻放閃耍甜蜜（風見周／高品有桂）
- 自稱F級的哥哥似乎要稱霸以遊戲分級的學園？（／）
- 欢迎来到实力至上主义的教室（衣笠彰梧/知世俊作）

### 青文出版社
- 在那個夏天等待（豐川一夏／）
- 森羅萬象統御者（水月紗鳥／有河聖）
- 少女與戰車（／）

### 天聞角川
- 緋彈的亞莉亞（赤松中学／小舞一）
- 我与亲爱哥哥的日常（铃木大辅／闰月戈）
- 迷茫管家与懦弱的我（朝野始／菊池政治）
- 变态王子与不笑猫（相乐总／监督）
- 圣剑锻造师（三浦勇雄／屡那）
- 遊戲人生（榎宮祐）
- 我被女生倒追，惹妹妹生气了？（野島けんじ／武藤此史）
- 月神来我家（後藤祐迅／梱枝Riko）
- 机巧少女不受伤（海冬零兒／LLO）
- 其中一个是妹妹（田口一／CUTEG）
- 星刻的龙骑士（瑞智士記／染鲭小鳍）

### 新星出版社
- 幽灵恋人（平坂读／片濑优）

## 動畫化作品
| 作品名稱                                          | 播放時間             | 動畫製作公司     | 備註                          |
| ------------------------------------------------- | -------------------- | ---------------- | ----------------------------- |
| 陰守忍者                                          | 2006年               | Group Tac        |                               |
| 神樣家族                                          | 2006年               | 東映動畫         |                               |
| 零之使魔                                          | 2006年（1期）        | J.C.STAFF        |                               |
| 零之使魔                                          | 2007年（2期）        | J.C.STAFF        |                               |
| 零之使魔                                          | 2008年（3期）        | J.C.STAFF        |                               |
| 零之使魔                                          | 2012年（4期）        | J.C.STAFF        |                               |
| 我的狐仙女友                                      | 2008年               | XEBEC            | 有OVA                         |
| 肯普法                                            | 2009年               | Nomad            |                               |
| 聖劍鍛造師                                        | 2009年               | Manglobe         |                               |
| 玩伴貓耳娘                                        | 2010年               | AIC PLUS+        | 有OVA                         |
| MM一族                                            | 2010年               | XEBEC            |                               |
| IS〈Infinite Stratos〉（1期）                     | 2011年               | 8bit             | 有OVA、2期時已轉到OVERLAP文庫 |
| 緋彈的亞莉亞                                      | 2011年               | J.C.STAFF        | 有衍生作品                    |
| 迷茫管家與膽怯的我                                | 2011年               | feel.            |                               |
| 我的朋友很少                                      | 2011年（1期）        | AIC Build        | 有OVA                         |
| 我的朋友很少                                      | 2013年（2期）        | AIC Build        | 有OVA                         |
| 其中1個是妹妹！                                   | 2012年               | Studio五組       | 有OVA                         |
| 就算是哥哥，有愛就沒問題了，對吧                  | 2012年               | SILVER LINK.     |                               |
| 機巧少女不會受傷                                  | 2013年               | 雲雀工作室       |                               |
| 魔法戰爭                                          | 2014年               | MADHOUSE         |                               |
| 星刻龍騎士                                        | 2014年               | C-Station        |                               |
| 變態王子與不笑貓                                  | 2014年               | J.C.STAFF        |                               |
| NO GAME NO LIFE 遊戲人生                          | 2014年               | MADHOUSE         | 有電影版                      |
| 精靈使的劍舞                                      | 2014年               | TNK              |                               |
| 魔彈之王與戰姬                                    | 2014年               | SATELIGHT        |                               |
| 御神樂學園組曲                                    | 2015年               | 動畫工房         |                               |
| 絕對雙刃                                          | 2015年               | 8bit             |                               |
| 學戰都市Asterisk                                  | 2015年（1期）        | A-1 Pictures     |                               |
| 學戰都市Asterisk                                  | 2016年（2期）        | A-1 Pictures     |                               |
| 緋彈的亞莉亞AA                                    | 2015年               | 動畫工房         | 原作輕小說衍生作品            |
| Re:從零開始的異世界生活                           | 2016年（1期）        | WHITE FOX        | 有短篇動畫、OVA               |
| Re:從零開始的異世界生活                           | 2020、2021年（2期）  | WHITE FOX        | 有短篇動畫、OVA               |
| Re:從零開始的異世界生活                           | 2024年（3期）        | WHITE FOX        |                               |
| 歡迎來到實力至上主義的教室                        | 2017年（1期）        | Lerche           |                               |
| 歡迎來到實力至上主義的教室                        | 2022年（2期）        | Lerche           |                               |
| 歡迎來到實力至上主義的教室                        | 2024年（3期）        | Lerche           |                               |
| 歡迎來到實力至上主義的教室                        | 待公布（4期2年级编） | 待公布           |                               |
| 只要長得可愛，即使是變態你也喜歡嗎？              | 2019年               | GEEK TOYS        |                               |
| 如果究極進化的完全沉浸RPG比現實還更像垃圾遊戲的話 | 2021年               | ENGI             |                               |
| 我們的重製人生                                    | 2021年               | feel.            |                               |
| 偵探已經，死了。                                  | 2021年（1期）        | ENGI             |                               |
| 偵探已經，死了。                                  | 2026年（2期）        | ENGI             |                               |
| 謊言遊戲                                          | 2023年               | GEEK TOYS        |                               |
| 聖劍學院的魔劍使                                  | 2023年               | Passione         |                               |
| 佐佐木與文鳥小嗶                                  | 2024年 （1期）       | SILVER LINK.     |                               |
| 佐佐木與文鳥小嗶                                  | 待公布（2期）        | SILVER LINK.     |                               |
| 神明渴求著遊戲。                                  | 2024年               | LIDENFILMS       |                               |
| 義妹生活                                          | 2024年               | Studio DEEN      |                               |
| 為何我的世界被遺忘了？                            | 2024年               | Project No.9     |                               |
| 我和班上最討厭的女生結婚了。                      | 2025年               | Studio五組 AXsiZ |                               |
| 靠死亡游戏混饭吃。                                | 2026年               | Studio DEEN      |                               |

### 真人化
| 作品名稱     | 公開時間 | 監督     | 配給 | 備註 |
| ------------ | -------- | -------- | ---- | ---- |
| 我的朋友很少 | 2014年   | 及川拓郎 | 東映 |      |

## 關連項目
- 月刊Comic Alive
- MF文庫J輕小說新人獎
- Media Factory

## 外部連結
- MF文庫J官方網站 （页面存档备份，存于）（日語）
- MF文庫J | ストリエ （页面存档备份，存于） - Web小說連載（日語）
- 尖端出版 （页面存档备份，存于）
- 東立漫遊網 （页面存档备份，存于）
- 銘顯文化